# Плави гром
Плави гром (енгл. Blue Thunder) је амерички играни филм из 1983. са истоименим измишљеним технички напредним хеликоптером. Филм је режирао Џон Бадам, а главну улогу је играо Рој Шајдер. Касније је направљена спиноф серија од 11 епизода. 

## Радња
Радња филма прати Френка Мерфија, пилота лосанђелеске полиције и проблематичног ветерана из Вијетнамског рата. Усред породичне кризе, Мерфи је одабран да пилотира најнапреднијим хеликоптером на свету, под надимком „Плави гром“, који је у основи војни борбени хеликоптер намењен полицији као помоћ за посматрање и за мисије контроле великих скупова. Са моћним наоружањем, стелт технологијом која му омогућава да лети буквално непримећен и другом опремом (као инфрацрвени скенери, снажни микрофони и камере), чини се да је Плави гром страшно оруђе у рату против криминала који полиција Лос Анђелеса радо прихвата.
Када се испостави да смрт градског одборника Дајане Макнили није обично убиство, Мерфи започиње своју истрагу и открива да субверзивна група, по имену ТОР (енгл. THOR, Tactical Helicopter Offensive Response), намерава да користи Плавог грома да врши њихове задатке, што укључује тајно уклањање политички непожељних особа. Марфи је одмах посумњао да његов стари противник из рата, пуковник Ф. Е. Кокран нешто крије. Након праћења пуковника Кокрана и коришћења технологије на Плавом грому да сними састанак Кокрана са осталима који желе да искористе Плавог грома у нечасне сврхе, Франк мора да однесе касету са снимком у телевизијску станицу пре него што буде убијен. Коначни обрачун између њега и пуковника Кокрана, који је пилотирао хеликоптером Макдонел Даглас МД500 против Плавог грома се одвија изнад Лос Анђелеса и укључује борбу и са два ловца . Након што је извео спектакуларни окрет, Мерфи обара Кокрана, а затим уништава Плавог грома слетањем на пругу испред захукталог воза.

## Улоге
| Глумац          | Улога              |
| --------------- | ------------------ |
| Рој Шајдер      | Френк Мерфи        |
| Малком Макдауел | пуковник Кокран    |
| Ворен Оутс      | капетан Џек Брадок |
| Кенди Кларк     | Кејт               |
| Данијел Стерн   | Ричард Лајмангуд   |